# Tadeusz Peiper
Tadeusz Peiper (Cracovia, 3 de mayo de 1891-Varsovia, 10 de noviembre de 1969) fue un poeta, crítico de arte y teórico de literatura polaco y uno de los precursores del vanguardismo en la poesía polaca. Nacido en una familia judía, Peiper se convirtió al catolicismo en su juventud y pasó varios años en España. Es conocido como uno de los fundadores del grupo de escritores Awangarda krakowska.
Peiper nació en Cracovia durante el periodo de las particiones, el 3 de mayo de 1891. En 1921, en el renacimiento polaco fundó el periódico mensual Zwrotnica,  dedicado principalmente a los movimientos vanguardistas de la poesía polaca. Aunque el periódico tuvo una corta vida (emitido hasta 1923 y luego brevemente reactivado entre 1926 y 1927), pavimentó el camino para los jóvenes poetas del Awangarda krakowska (Vanguardia de Cracovia), entre ellos Julian Przyboś, Jan Brzękowski y Jalu Kurek. También publicó tres notables colecciones de poemas, todos ellos entre los más notables de la poesía polaca constructivista. Como artista, Peiper creía que un escritor debería parecerse a un hábil artesano, planificando cuidadosamente todo su trabajo. También acuñó el lema de los 3xM (Miasto, Masa, Maszyna; lo que en polaco quiere decir Ciudad, Masa y Máquina), uno de los íconos de la poesía polaca de la década de 1920. Poco después de la Segunda Guerra Mundial escribió sobre Mickiewicz para el Tygodnik Powszechny. Hasta su retiro, Peiper trabajó para Jerzy Borejsza.